# Він Янґ
Він Янґ (англ. Edwin Young; 29 вересня 1947 — 22 червня 2006) — американський стрибун у воду.
Бронзовий медаліст Олімпійських Ігор 1968 року.
Переможець Панамериканських ігор 1967 року.